# Antolín Murias
Antolín Murias, conocido como Paciencia (f. Xares, 20 de julio de 1953), fue un guerrillero gallego antifranquista que luchó contra la dictadura franquista en Galicia y León.

## Trayectoria
Antolín Murias, trabajador ferroviario, fue un activo militante del PSOE y miembro de la Sociedad Agraria de Xares, vinculada a la UGT y dirigida por el sindicalista Alfonso Ortega Prada. Con el estallido de la Guerra Civil Española tras el Golpe de Estado en España de julio de 1936, Murias huyó a la sierra para evitar la represión de las fuerzas franquistas, que perseguían a miembros y simpatizantes de organizaciones republicanas. En febrero de 1937, el Juzgado Militar Especial de Embargos de Orense ordenó el embargo de todos sus bienes como represalia por su participación en actividades políticas. En julio de ese mismo año, fue juzgado en ausencia y declarado en rebeldía por su apoyo a la causa republicana.
Como guerrillero, Murias se unió a otros luchadores antifranquistas y fue uno de los asistentes al histórico Congreso de Ferradillo de 1942, un evento crucial en el que se constituyó la Federación de Guerrillas de León-Galicia. Esta federación unificó a varios grupos de guerrilla y resistencia en el noroeste de España, consolidando un frente de lucha antifranquista. En 1944, Murias, conocido por su dedicación y habilidades organizativas, fue nombrado jefe de una unidad dentro de la II Agrupación de la Federación, desde donde desempeñó un papel crucial en la planificación y ejecución de operaciones de resistencia en las áreas de Galicia y León.
Murias también colaboró con el grupo de Manuel Girón Bazán, uno de los guerrilleros más reconocidos en la resistencia gallega. Sin embargo, en 1946, su actividad guerrillera se vio limitada por problemas de salud, ya que una hernia le dificultaba el movimiento y le obligaba a permanecer oculto en su pueblo natal de Xares. A pesar de las recomendaciones de sus compañeros para que se trasladara a Francia en busca de refugio y atención médica, Murias prefirió continuar en su tierra, resistiendo y apoyando a la causa antifranquista desde la clandestinidad.
El 20 de julio de 1953, Antolín Murias fue asesinado en Xares por un antiguo enlace de la guerrilla al que él mismo había ofrecido refugio. La traición de este enlace, que conocía su paradero, puso fin a la vida de Murias y marcó un trágico desenlace en su lucha contra el franquismo. La muerte de Murias representa un episodio doloroso en la historia de la resistencia gallega, y su figura sigue siendo recordada como un símbolo de la perseverancia y valentía de quienes, como él, lucharon desde la clandestinidad por la libertad y la justicia social.